# Rabasan (Kedungdung)
Rabasan is een bestuurslaag in het regentschap Sampang van de provincie Oost-Java, Indonesië. Rabasan telt 5020 inwoners (volkstelling 2010).